# Days of Darkness
Days of Darkness è una doppia raccolta della thrash metal band Testament pubblicata nel 2004 da Spitfire Records. Il primo CD è composto da alcune tracce estratte da Demonic e The Gathering, mentre il secondo è composto dall'intero First Strike Still Deadly.

## Tracce

### Disco 1
1. Hatred's Rise
2. John Doe
3. Riding the Snake
4. Down for Life
5. Demonic Refusal
6. The Burning Times
7. Ten Thousand Thrones
8. D.N.R.
9. 3 Days in Darkness
10. Together as One
11. Legions of the Dead
12. Fall of Sipledome

### Disco 2
1. First Strike Is Deadly
2. Into the Pit
3. Trial by Fire
4. Disciples of the Watch
5. The Preacher
6. Burnt Offerings
7. Over the Wall
8. The New Order
9. The Haunting
10. Alone in the Dark
11. Reign of Terror

## Formazione
- Chuck Billy voce
- Alex Skolnick chitarra solista (Disco 2)
- Eric Peterson chitarra ritmica (solista nelle tracce 1, 2, 5, 6, 7 del Disco 1)
- Steve DiGiorgio basso
- Dave Lombardo batteria (Disco 1)
- Steve Souza voce (tracce 10 e 11 del Disco 2)
- Derrick Ramirez basso (tracce 1, 2, 5, 6, 7 del Disco 1)
- John Tempesta batteria (Disco 2)
- Gene Hoglan batteria (tracce 1, 2, 5, 6, 7 del Disco 1)
- James Murphy chitarra (tracce 3, 4, 8, 9, 10, 11, 12 del Disco 1)